# 番禺路

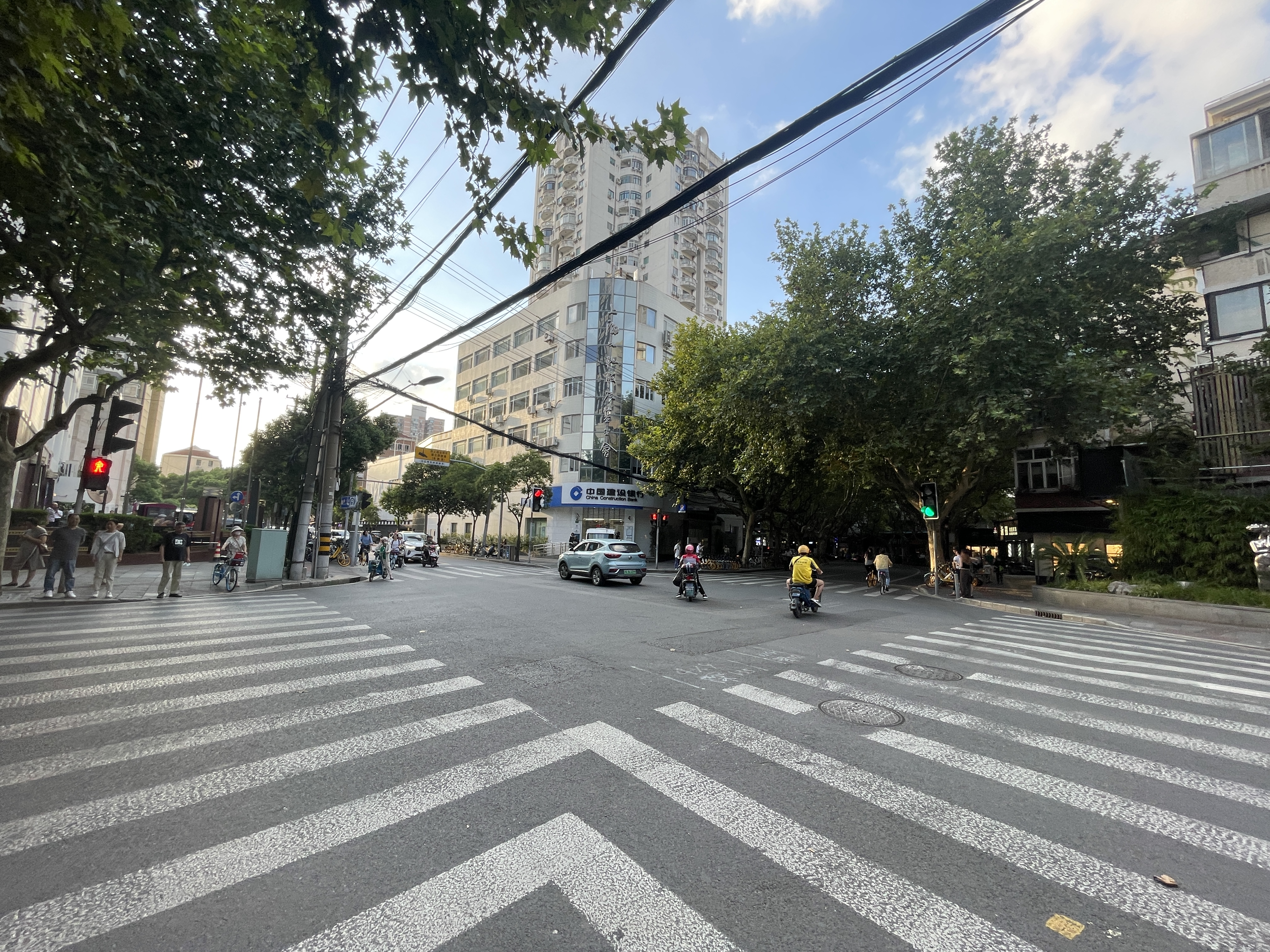
番禺路法华镇路路口

番禺路是中華人民共和國上海市長寧區和徐匯區的一條道路，北至延安西路，南至凱旋路與吳中東路相連，全长1768米，道路於中華民国14年(1925年)由上海公共租界工部局越界筑路，當時以美国城市名命名為哥伦比亚路（Columbia Road）。中華民国32年（1943年）以广东番禺更名為番禺路，但当地人一般念“番”作類似“fanyi”音。沿路有番禺路129號鄔達克舊居、番禺路60號孫科舊居、番禺路55弄、75弄、97弄外國弄堂和上海交通大學徐匯校區。另外歷史上番禺路沿途有犹太人公墓。